# Línea 502 (Santiago de Chile)
La Línea 502 de Red (anteriormente llamado Transantiago) une la Costanera Sur de Cerro Navia con el sector alto de Las Condes, recorriendo toda la Avenida La Estrella. Además, opera en horas punta un servicio corto denominado 502c que tiene su origen en la Costanera Sur de Cerro Navia hasta llegar al Metro Baquedano en Santiago.
La 502 es uno de los recorridos principales del sector poniente de Cerro Navia, así como también de acceso en la comuna de Las Condes, acercándolos en su paso, también al Metro Puente Cal y Canto y a través de la Avenida Las Condes.
Forma parte de la Unidad 5 del Transantiago, operada por Metbus, correspondiéndole el color turquesa a sus buses.

## Flota
El servicio 502 es operado principalmente con máquinas de 12 metros, con chasís Mercedes Benz O500U carrozadas por Caio Induscar (Mondego H), los cuales tienen capacidad de 90 personas. En ciertos horarios de mayor afluencia de público, se incorporan buses articulados de 18 metros con capacidad de 140 personas, cuyo chasis es Mercedes Benz O500UA y fueron carrozados por Caio Induscar (Mondego HA).

## Historia
La línea 502 fue concebida como una de las principales rutas del plan original de Transantiago, al cruzar la ciudad de punta a punta. Su preponderancia aumenta al ser la línea que se sobrepone a la mayoría del trazado de la línea 1 del Metro de Santiago, la principal de la red del ferrocarril metropolitano.
En el año 2009, se extiende el servicio 502 hacia la comuna de Vitacura. Sin embargo se creó el 502c, que realiza el trazado original, pero solo desde la comuna de Cerro Navia hasta el Metro Baquedano en Santiago.

## Trazado

### 502 Cerro Navia - Cantagallo
| - Comuna de Cerro Navia - Costanera Sur - La Capilla - Av. La Estrella - Salvador Gutiérrez - Huelen - Salvador Gutiérrez - Comuna de Quinta Normal - Salvador Gutiérrez - Mendoza - José Joaquín Pérez - Mapocho - Comuna de Santiago - Mapocho - Av. Manuel Rodríguez - Av. San Pablo - Amunategui - Gral. Mackenna - Ismael Valdes Vergara - Patronato - Santa María - Comuna de Providencia - Santa María - Comuna de Vitacura - Santa María - Av. Presidente Kennedy - Av. Vitacura - Tabancura - Av. Presidente Kennedy - Av. Las Condes - Comuna de Las Condes - Av. Las Condes - La Cabaña | - Comuna de Las Condes - Monseñor Escrivá de Balaguer - La Dehesa - Comuna de Vitacura - Av. Las Condes - Tabancura - Av. Vitacura - Iréne Frei - Av. Vitacura - Santa María - Av. Presidente Kennedy - Comuna de Providencia - Los Conquistadores - Bellavista - Comuna de Recoleta - Bellavista - Av. Recoleta - Comuna de Santiago - Cardenal José María Caro - Balmaceda - Av. Brasil - Andes - Comuna de Quinta Normal - Andes - Coronel Robles - Salvador Gutiérrez - Comuna de Cerro Navia - Salvador Gutiérrez - Huelen - Salvador Gutiérrez - Av. La Estrella - Costanera Sur |

## Puntos de Interés
- Reino de Noruega
- Instituto Traumotológico
- Plaza de San Pablo
- Metro Puente Cal y Canto
- Parque Forestal
- Plaza Los Conquistadores
- Clínica Indisa Consultas
- Clínica Tabancura

- Datos: Q17620849